# تیم ملی فوتبال زیر ۱۹ سال ارمنستان
تیم ملی فوتبال زیر ۱۹ سال ارمنستان (ارمنی: Հայաստանի ֆուտբոլի պատանեկան հավաքական (մինչև 19 տարեկան))  یا تیم ملی فوتبال جوانان ارمنستان، نماینده کشور ارمنستان در مسابقات فوتبال جوانان اروپا و جهان است که زیر نظر اتحادیه فوتبال ارمنستان فعالیت می‌کند.